# Фундурій-Ной
Фундурій-Ной (рум. Fundurii Noi) — село у Глоденському районі Молдови. Утворює окрему комуну.
Переважна більшість населення - українці.

## Населення
За даними перепису населення 2004 року у селі проживали 995 осіб.
Національний склад населення села:
| Національність       | Кількість осіб | Відсоток |
| -------------------- | -------------- | -------- |
| українці             | 815            | 81,9%    |
| молдавани            | 145            | 14,6%    |
| росіяни              | 28             | 2,8%     |
| гагаузи              | 3              | 0,3%     |
| болгари              | 1              | 0,1%     |
| поляки               | 1              | 0,1%     |
| інша / без відповіді | 2              | 0,2%     |
| Всього               | 995            | 100%     |